# Eucharis grandiflora
Eucharis grandiflora är en amaryllisväxtart som beskrevs av Jules Émile Planchon och Jean Jules Linden. Eucharis grandiflora ingår i släktet Eucharis och familjen amaryllisväxter. Inga underarter finns listade i Catalogue of Life.

## Bildgalleri

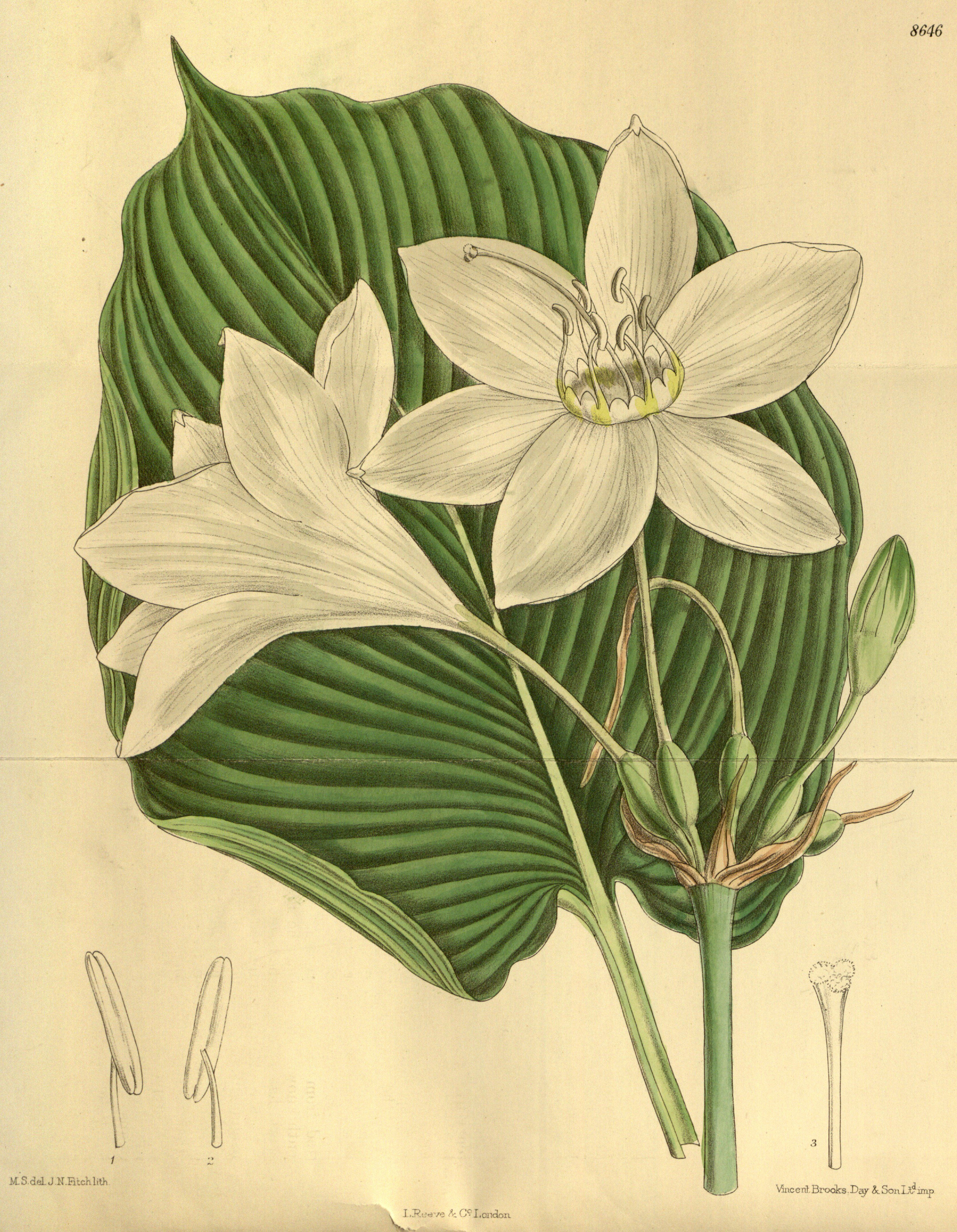